# La Cruz, Guadalupe y Calvo
La Cruz är en ort i Mexiko.   Den ligger i kommunen Guadalupe y Calvo och delstaten Chihuahua, i den nordvästra delen av landet, 1 100 km nordväst om huvudstaden Mexico City. La Cruz ligger 2 522 meter över havet och antalet invånare är 154.
Terrängen runt La Cruz är kuperad. Runt La Cruz är det mycket glesbefolkat, med 6 invånare per kvadratkilometer. Närmaste större samhälle är San Pedro de Chinatú, 4,2 km öster om La Cruz. I omgivningarna runt La Cruz växer huvudsakligen savannskog.